# Années 110
Les années 110 couvrent les années 110 à 119.

## Évènements

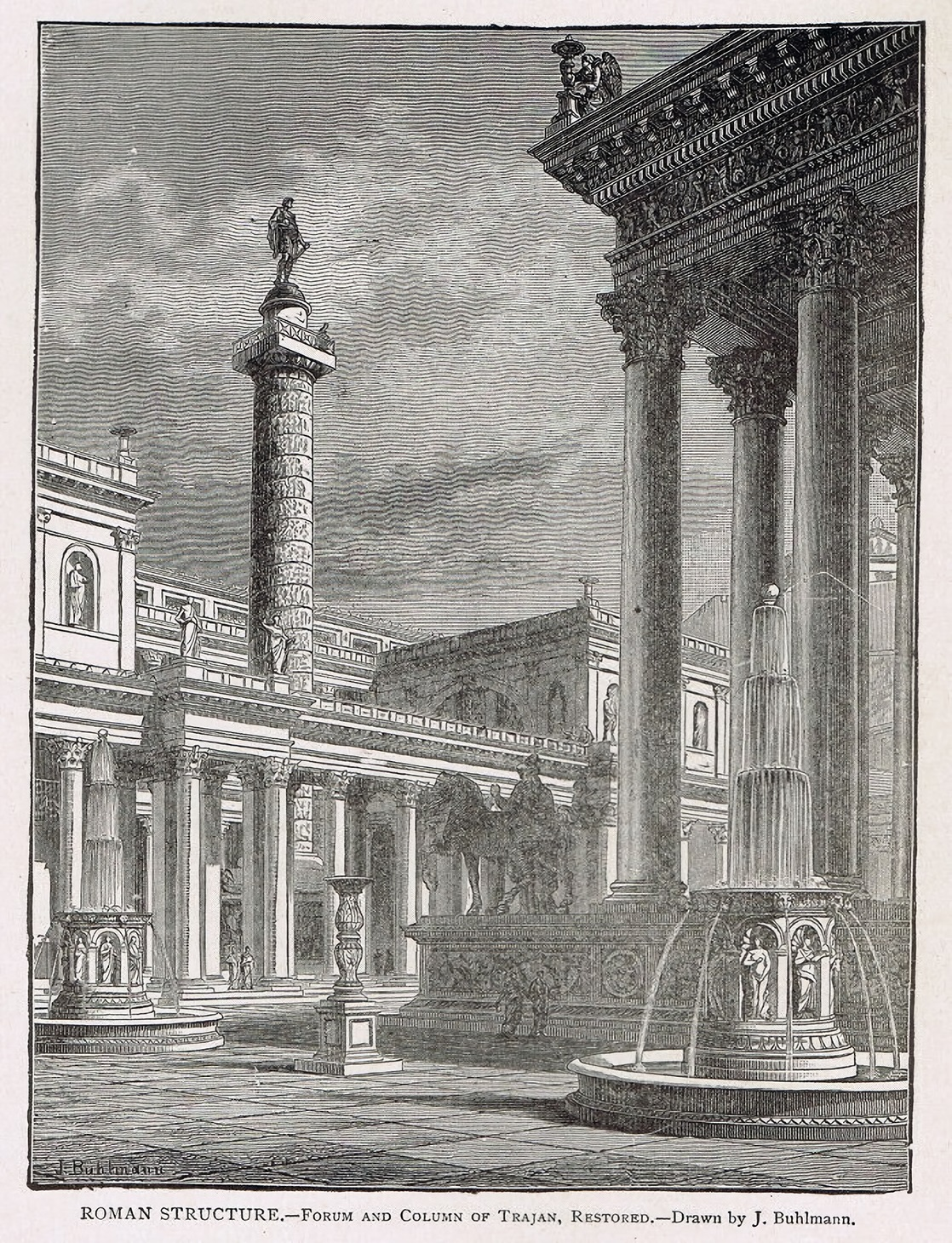
Reconstitution du forum de Trajan à Rome, 1891

- 114-117 : guerre entre l'empire romain et les Parthes[1]. Osroes, le roi des Parthes, détrône le roi d'Arménie, un vassal des Romains, et le remplace par son neveu Parthamasaris. Trajan déclare alors la guerre aux Parthes et occupe l'Arménie avec l'aide du peuple de Colchis du Caucase. Il conquiert également la Mésopotamie et atteint le Golfe Persique (114-117). Les expéditions contre les Parthes coûtent très cher en homme et en or, sans être d’aucun intérêt économique.
- 115 : révolte en Bretagne[2].
- 115-117 : guerre de Kitos. Insurrection des Juifs en Orient[3].
- 116 : l'Empire romain est à son extension maximum, de l'Atlantique au Golfe Persique[4].
- 119 : guerre sarmate[5].

## Personnages significatifs
- Hadrien
- Lusius Quietus
- Pline le Jeune
- Sixte Ier
- Tacite
- Trajan